# St. Marys (Kansas)
St. Marys és una població dels Estats Units a l'estat de Kansas. Segons el cens del 2000 tenia 2.198 habitants.

## Demografia
Segons el cens del 2000, St. Marys tenia 2.198 habitants. La densitat de població era de 764,6 habitants/km².
Per edats la població es repartia de la següent manera: un 35,4% tenia menys de 18 anys, un 7,6% entre 18 i 24, un 24% entre 25 i 44, un 17,9% de 45 a 60 i un 15% 65 anys o més.
L'edat mediana era de 31 anys. Per cada 100 dones de 18 o més anys hi havia 88,4 homes.
La renda mediana per habitatge era de 28.083$ i la renda mediana per família de 28.063$. Els homes tenien una renda mediana de 25.595$ mentre que les dones 23.750$. La renda per capita de la població era de 15.536$. Entorn del 26,2% de les famílies i el 31,1% de la població estaven per davall del llindar de pobresa.

## Poblacions més properes
El següent diagrama mostra les poblacions més properes.